# Vuelta a España 2024
Die Vuelta a España 2024 war die 79. Austragung der spanischen Grand Tour. Das Straßenradrennen wurde am 17. August in Lissabon gestartet und ging am 8. September 2024 in Madrid zu Ende. Die Rundfahrt führte über 21 Etappen und beinhaltet zwei Ruhetage. Der Gesamtführende trug das Maillot Rojo. Zudem wurden eine Punktewertung, Bergwertung, Nachwuchswertung und Mannschaftswertung ausgetragen. Die Streckenvorstellung fand am 19. Dezember 2023 statt.
Den Gesamtsieg sicherte sich der Slowene Primož Roglič (Red Bull–Bora–Hansgrohe), der seine vierte Vuelta a España gewann und somit mit dem Rekordhalter Roberto Heras gleichzog. Die weiteren Podiumsplätze gingen an den Australier Ben O’Connor (Decathlon AG2R La Mondiale Team) und den Spanier Enric Mas (Movistar Team), die einen Rückstand von zwei Minuten und 36 Sekunden bzw. drei Minuten und 13 Sekunden aufwiesen. Nachdem Ben O’Connor auf der 6. Etappe einen Vorsprung von fast fünf Minuten herausfahren konnte, holte Primož Roglič schrittweise auf, ehe er das Rote Trikot auf der 19. Etappe übernahm und nicht mehr abgab.
In der Nachwuchswertung setzte sich der Däne Mattias Skjelmose Jensen (Lidl-Trek) als Fünfter der Gesamtwertung durch. Der Australier Jay Vine (UAE Team Emirates) gewann die Bergwertung mit 78 Punkten, während sich sein Landsmann Kaden Groves (Alpecin-Deceuninck) zum zweiten Mal in Folge in der Punktewertung durchsetzte. Der Spanier Marc Soler (UAE Team Emirates) wurde zum aktivsten Fahrer gewählt und gewann mit seinen Teamkollegen die Mannschaftswertung.

## Teilnehmende Teams und Fahrer
Über ein automatisches Startrecht und eine Startpflicht verfügten gemäß den Statuten der UCI die 18 WorldTeams. Zudem qualifizierten sich automatisch die beiden besten UCI ProTeams des Vorjahres: Lotto Dstny und Israel-Premier Tech. Der Veranstalter vergab außerdem Wildcards an die beiden spanischen ProTeams Equipo Kern Pharma und Euskaltel-Euskadi.
| WorldTeams (18)- Decathlon-AG2R La Mondiale - Alpecin-Deceuninck - Arkéa-B&B Hotels - Astana Qazaqstan Team - Bahrain Victorious - Red Bull-Bora-Hansgrohe - Cofidis - EF Education-EasyPost - Groupama-FDJ - Ineos Grenadiers - Intermarché-Wanty - Team Visma \| Lease a Bike - Lidl-Trek - Movistar Team - Soudal Quick-Step - Team dsm-firmenich PostNL - Team Jayco AlUla - UAE Team Emirates ProTeams (4)- Lotto Dstny - Equipo Kern Pharma - Euskaltel-Euskadi - Israel-Premier Tech |
| |

### Favoriten
In Abwesenheit von Tadej Pogačar (UAE Team Emirates), Jonas Vingegaard (Team Visma-Lease a Bike) und Remco Evenepoel (Soudal Quick-Step), die bei der Tour de France 2024 die ersten drei Plätze belegt hatten, galt Primož Roglič (Red Bull–Bora–Hansgrohe) als Top-Favorit auf den Gesamtsieg. Der Slowene konnte die Spanien-Rundfahrt bereits in den Jahren 2019, 2020 und 2021 für sich entscheiden und konnte mit einem vierten Gesamtsieg mit dem Spanier Roberto Heras gleichziehen. Sein Start bei der Vuelta a España galt lange Zeit als fraglich, da er sich auf der 12. Etappe der Tour de France einen Wirbelbruch zuzog und auf einen Antritt bei der Clásica San Sebastián verzichtete. In der laufenden Saison konnte Primož Roglič mit dem Critérium du Dauphiné nur ein Etappenrennen gewinnen. Unterstützung erhielt er bei der Spanien-Rundfahrt von Daniel Felipe Martínez, der den Giro d’Italia 2024 als Zweiter beendete, sowie von Alexander Wlassow und dem aufstrebenden Florian Lipowitz.
Nach seinem Gesamtsieg im Vorjahr ging Sepp Kuss als Kapitän des Team Visma-Lease a Bike an den Start. Der US-Amerikaner musste seinen Start bei der Tour de France krankheitsbedingt absagen und gewann im Anschluss die Burgos-Rundfahrt. Als Co-Leader entsendete die niederländische Mannschaft den erst 21-jährigen Cian Uijtdebroeks, der die Nachwuchswertung des Giro d’Italia angeführt hatte, ehe er die Rundfahrt aufgrund einer COVID-19-Infektion verließ. Das UAE Team Emirates baute in Abwesenheit von Tadej Pogačar auf eine Doppelspitze. Sowohl João Almeida als auch Adam Yates, die die Tour de Suisse dominiert hatten, zählten bei der 79. Austragung zum engeren Favoritenkreis. Beide beendeten im Anschluss die Tour de France in den Top 10 der Gesamtwertung, wobei sie vorrangig Helferdienste für Tadej Pogačar verrichtet hatten. Mit Pavel Sivakov, Marc Soler, Brandon McNulty, Jay Vine und Isaac del Toro stellte das UAE Team Emirates die wahrscheinlich stärkste Mannschaft. Die Ineos Grenadiers entsendeten mit Carlos Rodríguez und Thymen Arensman ebenfalls zwei Kapitäne.
Zum erweiterten Favoritenkreis zählten Richard Carapaz, Rigoberto Urán (beide EF Education-EasyPost), Enric Mas, Einer Rubio (beide Movistar Team), Mikel Landa (Soudal Quick-Step), Tao Geoghegan Hart, Mattias Skjelmose Jensen, Giulio Ciccone (alle Lidl-Trek), Ben O’Connor, Felix Gall (beide Decathlon AG2R La Mondiale Team), Antonio Tiberi, Damiano Caruso (Bahrain Victorious), Lorenzo Fortunato (Astana Qazaqstan Team), Eddie Dunbar, Filippo Zana (beide Team Jayco AlUla), David Gaudu (Groupama-FDJ), Guillaume Martin (Cofidis), Max Poole (Team dsm-firmenich PostNL) und Lennert Van Eetvelt (Lotto Dstny).

### Sprinter
Aufgrund des anspruchsvollen Terrains starteten nur wenige Sprinter, bei der 79. Austragung der Vuelta a España. Zu den endschnellsten Fahrern zählten Kaden Groves, Quinten Hermans (beide Alpecin-Deceuninck), Bryan Coquard (Cofidis), Kobe Goossens (Intermarché-Wanty), Pavel Bittner (Team dsm-firmenich PostNL), Corbin Strong (Israel-Premier Tech) und Jon Aberasturi (Euskaltel-Euskadi). Am stärksten war jedoch Wout van Aert (Team Visma-Lease a Bike) einzuschätzen, der von seiner Mannschaft die Freigabe erhalten hatte, auf Etappensiege zu fahren. Der Belgier ging zum ersten Mal bei der Vuelta a España an den Start und galt als Favorit auf den Sieg in der Punktewertung.

### Bergwertung
In der Bergwertung setzten sich in den vorangegangenen Jahren meist Fahrer durch, die in der Gesamtwertung keine Rolle spielten. Das Trikot mit den blauen Punkten hat besonders bei den heimischen Fahrern und Teams eine hohe Bedeutung. Mit Matthew Riccitello und Michael Woods (beide Israel-Premier Tech), Valentin Paret-Peintre (Decathlon AG2R La Mondiale Team), Harold Tejada (Astana-Qazaqstan Team), Nairo Quintana (Movistar Team) und Ion Izagirre (Cofidis) standen gleich mehrere gute Bergfahrer am Start der 79. Austragung.

### Weitere interessante Fahrer
Von den Zeitfahrspezialisten nahmen Joshua Tarling (Ineos Grenadiers), Stefan Küng (Groupama-FDJ) und Victor Campenaerts (Lotto Dstny) das Rennen in Angriff. Das Trio zählte neben den Gesamtklassement-Fahrer, sowie den Fahrern des UAE Team Emirates als Anwärter auf das erste Rote Trikot, das nach einem zwölf Kilometer langen Einzelzeitfahren vergeben wurde. Weitere bekannte Fahrer waren Victor Lafay, der nach seinem Wechsel zum Decathlon AG2R La Mondiale Team kaum Rennen bestritten hatte und Jhonatan Narváez (Ineos Grenadiers), der nach einem Etappensieg für einen Tag das Rosa Trikot beim Giro d’Italia getragen hatte.

## Strecke
Bereits am 18. September 2023 wurde der Start der Rundfahrt in Lissabon bekanntgegeben. Die Vuelta a España startete somit zum zweiten Mal nach dem Jahr 1997 in der portugiesischen Hauptstadt. Die komplette Streckenführung der 79. Austragung wurde am 19. Dezember 2023 vorgestellt. Insgesamt mussten die Fahrer 3301,4 Kilometer auf 21 Etappen absolvieren. Auf dem Programm standen sechs flache, fünf hügelige und acht Bergetappen, sowie zwei Einzelzeitfahren. Neun Etappen endeten mit einer Bergankunft. Die Rundfahrt umfasste zwei Ruhetage, die nach den Etappen 9 und 15 abgehalten wurden. Nach dem Auslandsstart in Portugal wurde der Großteil der Etappen auf spanischem Boden ausgetragen. Hier wurden neun der 17 Autonome Gemeinschaften Spaniens durchfahren. Mit der Serra da Estrela, den Montes de Toledo, der Betischen Kordillere, sowie dem Kantabrischen und Iberischen Gebirge wurden fünf Gebirge durchfahren. Das „Dach der Tour“ bildete das Skigebiet Valgrande-Pajares mit der Zielankunft am Cuitu Negru der auf 1847 Metern Seehöhe liegt. Anders als in den vorangegangenen Jahren endete die Rundfahrt mit einem Einzelzeitfahren in Madrid.

### Etappenliste
Die folgende Tabelle zeigt die Etappen mit Datum, Start- und Zielort, Kategorisierung und Etappenlänge. Außerdem sind der Etappensieger und der jeweils Führende in der Gesamtwertung nach der Etappe angegeben. In der ersten Spalte sind die Einzelartikel zu jeder Etappe mit detaillierten Angaben zu Platzierung und Rennverlauf angegeben.
| Etappe     | Datum    | Etappenorte                                                            | type                 | Länge (km) | Etappensieger   | Gesamtführender |
| ---------- | -------- | ---------------------------------------------------------------------- | -------------------- | ---------- | --------------- | --------------- |
| 1. Etappe  | 17. Aug. | Lissabon – Oeiras                                                      | Einzelzeitfahren     | 12         | Brandon McNulty | Brandon McNulty |
| 2. Etappe  | 18. Aug. | Cascais – Ourém                                                        | Hügelige Etappe      | 194        | Kaden Groves    | Wout van Aert   |
| 3. Etappe  | 19. Aug. | Lousã – Castelo Branco                                                 | Hügelige Etappe      | 191,2      | Wout van Aert   | Wout van Aert   |
| 4. Etappe  | 20. Aug. | Plasencia – Pico Villuercas                                            | Hochgebirgsetappe    | 170,5      | Primož Roglič   | Primož Roglič   |
| 5. Etappe  | 21. Aug. | Fuente del Maestre – Sevilla                                           | Flachetappe          | 177        | Pavel Bittner   | Primož Roglič   |
| 6. Etappe  | 22. Aug. | Jerez de la Frontera – Yunquera                                        | Mittelschwere Etappe | 185,5      | Ben O’Connor    | Ben O’Connor    |
| 7. Etappe  | 23. Aug. | Archidona – Córdoba                                                    | Hügelige Etappe      | 180,5      | Wout van Aert   | Ben O’Connor    |
| 8. Etappe  | 24. Aug. | Úbeda – Cazorla                                                        | Mittelschwere Etappe | 159        | Primož Roglič   | Ben O’Connor    |
| 9. Etappe  | 25. Aug. | Motril – Granada                                                       | Hochgebirgsetappe    | 178,5      | Adam Yates      | Ben O’Connor    |
|            | 26. Aug. | 1. Ruhetag in Vigo                                                     | Ruhetag              |            |                 |                 |
| 10. Etappe | 27. Aug. | Ponteareas – Baiona                                                    | Hochgebirgsetappe    | 160        | Wout van Aert   | Ben O’Connor    |
| 11. Etappe | 28. Aug. | Padrón – Padrón                                                        | Mittelschwere Etappe | 166,5      | Eddie Dunbar    | Ben O’Connor    |
| 12. Etappe | 29. Aug. | Ourense – Cabeza de Manzaneda                                          | Hügelige Etappe      | 137,5      | Pablo Castrillo | Ben O’Connor    |
| 13. Etappe | 30. Aug. | Lugo – Puerto de Ancares                                               | Hochgebirgsetappe    | 176        | Michael Woods   | Ben O’Connor    |
| 14. Etappe | 31. Aug. | Villafranca del Bierzo – Villablino                                    | Mittelschwere Etappe | 200,5      | Kaden Groves    | Ben O’Connor    |
| 15. Etappe | 1. Sep.  | L'Infiestu – Valgrande-Pajares                                         | Hochgebirgsetappe    | 143        | Pablo Castrillo | Ben O’Connor    |
|            | 2. Sep.  | 2. Ruhetag in Oviedo                                                   | Ruhetag              |            |                 |                 |
| 16. Etappe | 3. Sep.  | Lluanco – Lagos de Covadonga                                           | Hochgebirgsetappe    | 181,5      | Marc Soler      | Ben O’Connor    |
| 17. Etappe | 4. Sep.  | Arnuero – Santander                                                    | Mittelschwere Etappe | 141,5      | Kaden Groves    | Ben O’Connor    |
| 18. Etappe | 5. Sep.  | Vitoria-Gasteiz – Maestu                                               | Mittelschwere Etappe | 179,5      | Urko Berrade    | Ben O’Connor    |
| 19. Etappe | 6. Sep.  | Logroño – Moncalvillo                                                  | Hügelige Etappe      | 173,5      | Primož Roglič   | Primož Roglič   |
| 20. Etappe | 7. Sep.  | Villarcayo de Merindad de Castilla la Vieja – Espinosa de los Monteros | Hochgebirgsetappe    | 172        | Eddie Dunbar    | Primož Roglič   |
| 21. Etappe | 8. Sep.  | Distrito Telefónica – Madrid                                           | Einzelzeitfahren     | 24,6       | Stefan Küng     | Primož Roglič   |

### Auslandstart in Portugal

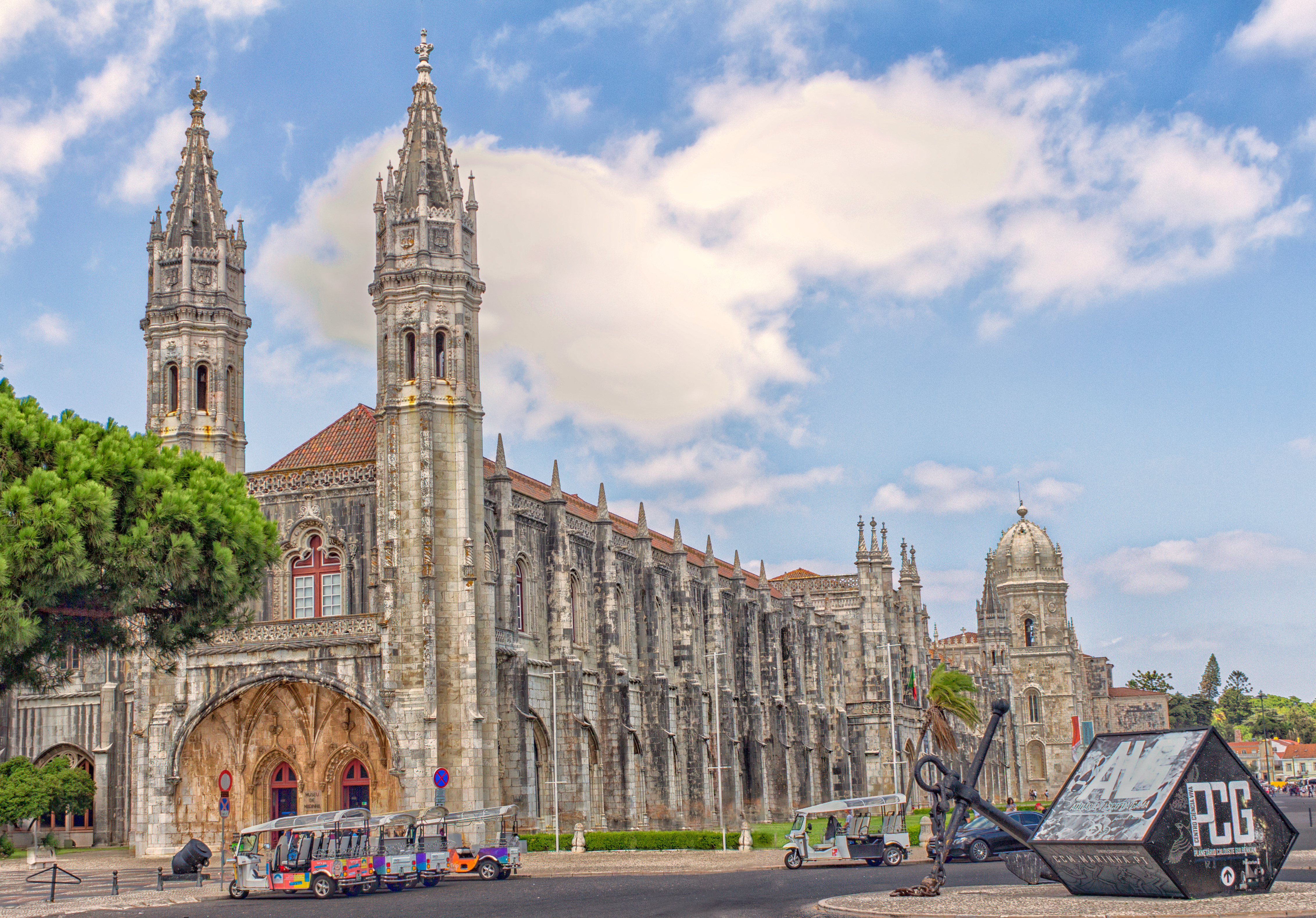
Das Mosteiro dos Jerónimos dient als Startort des Auftaktzeitfahrens

Zum insgesamt fünften Mal wurde die Vuelta a España nicht in Spanien gestartet. Nach Utrecht (2022), Nîmes (2017) und Assen (2009) kehrte die Spanien-Rundfahrt nach Lissabon zurück, wo der erste Auslandsstart im Jahr 1997 erfolgte. In Portugal wurden im Anschluss zwei weitere Etappen ausgetragen, ehe die Strecke zurück nach Spanien führte. Die ersten Abschnitte weisen dabei keine besonderen Schwierigkeiten auf.
Der Auftakt erfolgte im Rahmen eines 12 Kilometer langen Einzelzeitfahrens. Dieses wurde in der portugiesischen Hauptstadt Lissabon vor dem Mosteiro dos Jerónimos gestartet und führte entlang des Tagus ins westliche Oeiras, wo sich der Zielstrich beim Forte de São Julião da Barra befand. Die großteils flache Strecke führte dabei an dem Padrão dos Descobrimentos und Torre de Belém vorbei und umfasste nur wenige Kurven. Die 2. Etappe begann im nahegelegenen Cascais und endete nach einem hügeligen Finale in Ourém unweit des Wallfahrtsorts Fátima. Mit dem Mosteiro de Santa Maria de Alcobaça und Mosteiro de Santa Maria da Vitoria wurden zuvor zwei große Klöster passiert. Der dritte Abschnitt führte von Lousã nach Castelo Branco, wobei zur Hälfte der Etappe die Serra da Estrela durchfahren wurde.

### Erste Woche: Richtung Süden in die Sierra Nevada

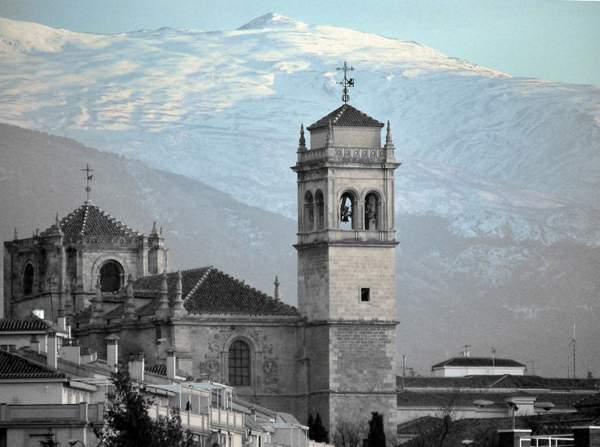
Blick auf Granada mit der Sierra Nevada im Hintergrund

Bereits auf der 4. Etappe fand die erste von insgesamt neun Bergankünften auf der Pico Villuercas (1550 m) statt. Die 14,6 Kilometer lange Schlusssteigung wies dabei einen Schnitt von 6,2 % auf, wobei im oberen Teil Rampen von bis zu 20 % befahren werden mussten. Im Anschluss führte ein nahezu flacher Abschnitt nach Sevilla, ehe die 6. Etappe über mehrere Anstiege nach Yunquera führte, wo sich das Ziel am Ende einer flachen Steigung auf einer Höhe von 728 Metern befand. Auf der 7. Etappe, die zwischen Archidona und Córdoba ausgetragen wurde, stellt die Alto del 14% rund 30 Kilometer vor dem Ziel die einzige Schwierigkeit dar. Tags darauf erfolgte eine weitere Bergankunft in Cazorla (1056 m). Die letzten 4,8 Kilometer wiesen dabei eine durchschnittliche Steigung von 7,1 % auf. Zum Abschluss der ersten Woche wurde eine anspruchsvolle Etappe in der Sierra Nevada ausgetragen. Zunächst wurde der Puerto de El Purche (1476 m) überquert, ehe ein Rundkurs zweimal über die Alto de Hazallanas (1655 m) führte. Diese wies auf einer Länge von 7,1 Kilometern eine durchschnittliche Steigung von 9,5 % auf und wurde bei der letzten Überfahrt 22,7 Kilometer vor dem Ziel passiert. Nach einer schnellen Abfahrt auf gut ausgebauten Straßen befand sich der Zielstrich in Granada.

### Zweite Woche: Bergankünfte in Galizien und Asturien

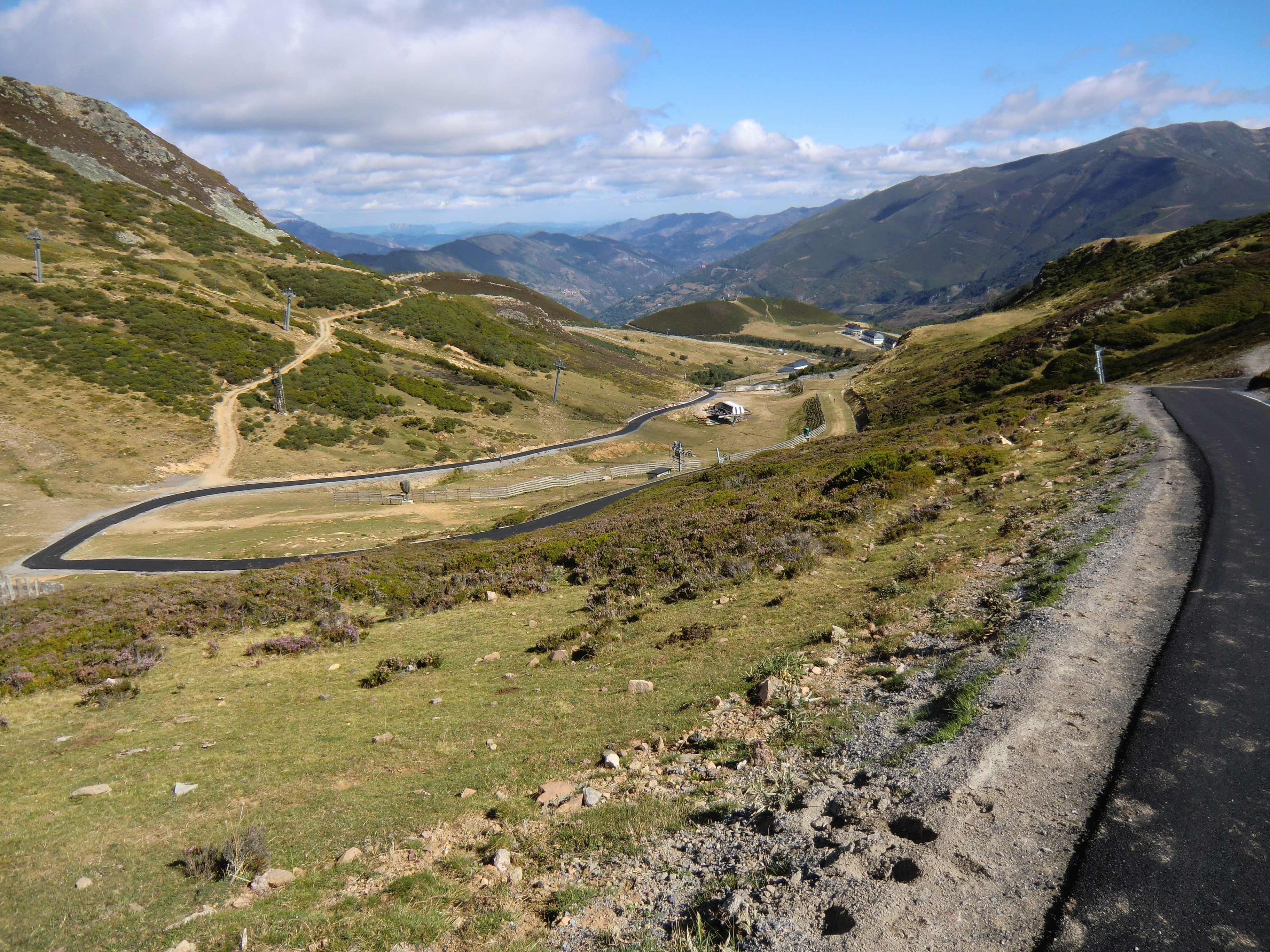
Auf der 15. Etappe erfolgt die Auffahrt nach Cuitu Negru, wo eine Bergankunft auf dem höchsten Punkt der 79. Austragung stattfindet

Nach dem ersten Ruhetag wurde die Rundfahrt in Ponteareas in der autonomen Gemeinschaft Galicien fortgesetzt. An der Atlantikküste wurden im Finale mehrere Anstiege südlich von Vigo befahren, ehe sich das Ziel in Baiona befand. Auch die anschließende 11. Etappe beinhaltete eine Reihe von Bergwertungen, wobei Padrón als Start- und Zielort diente. Der 12. Abschnitt führte die Fahrer von Ourense in Richtung Westen, ehe eine Bergankunft bei der Estación de Montaña Manzaneda auf einer Höhe von 1488 Metern stattfand. Der Schlussanstieg war 15,4 Kilometer lang, wies jedoch nur eine durchschnittliche Steigung von 4,7 % auf. Deutlich steiler war die Auffahrt des Puerto de Ancares (1669 m), auf dem tags drauf eine Bergankunft abgehalten wurde. Von Tejedo de Ancares aus führte die Straße auf den letzten 7,5 Kilometern mit 9,3 % auf die Passhöhe. Die letzten fünf Kilometer wiesen dabei eine Durchschnittssteigung von rund 12 % auf. Die 14. Etappe stellte mit 200,4 Kilometern den längsten Abschnitt dar. Sie endete in Villablino nachdem 16,5 Kilometer zuvor der 1526 Meter hohe Puerto de Leitariegos überquert worden war. Dieser war mehr als 20 Kilometer lang und stieg im Schnitt mit 4,5 % an. Am Ende der zweiten Woche führte die Rundfahrt nach Valgrande-Pajares, wo eine weitere Bergankunft bei Cuitu Negru stattfand. Mit einer Höhe von 1847 Metern stellte das Skigebiet zugleich den höchsten Punkt der 79. Austragung dar. Nachdem die Alto de la Colladiella (848 m) zweimal passiert worden war, erfolgte der 18,9 Kilometer lange Schlussanstieg, der im Schnitt mit 7,4 % anstieg. Nach einem kurzen Flachstück wurden die letzten drei Kilometer auf einer schmalen Straße absolviert, die im Schnitt mit deutlich mehr als 10 % anstieg und Rampen jenseits der 20-%-Marke beinhaltete.

### Dritte Woche: Über das Iberische Gebirge nach Madrid

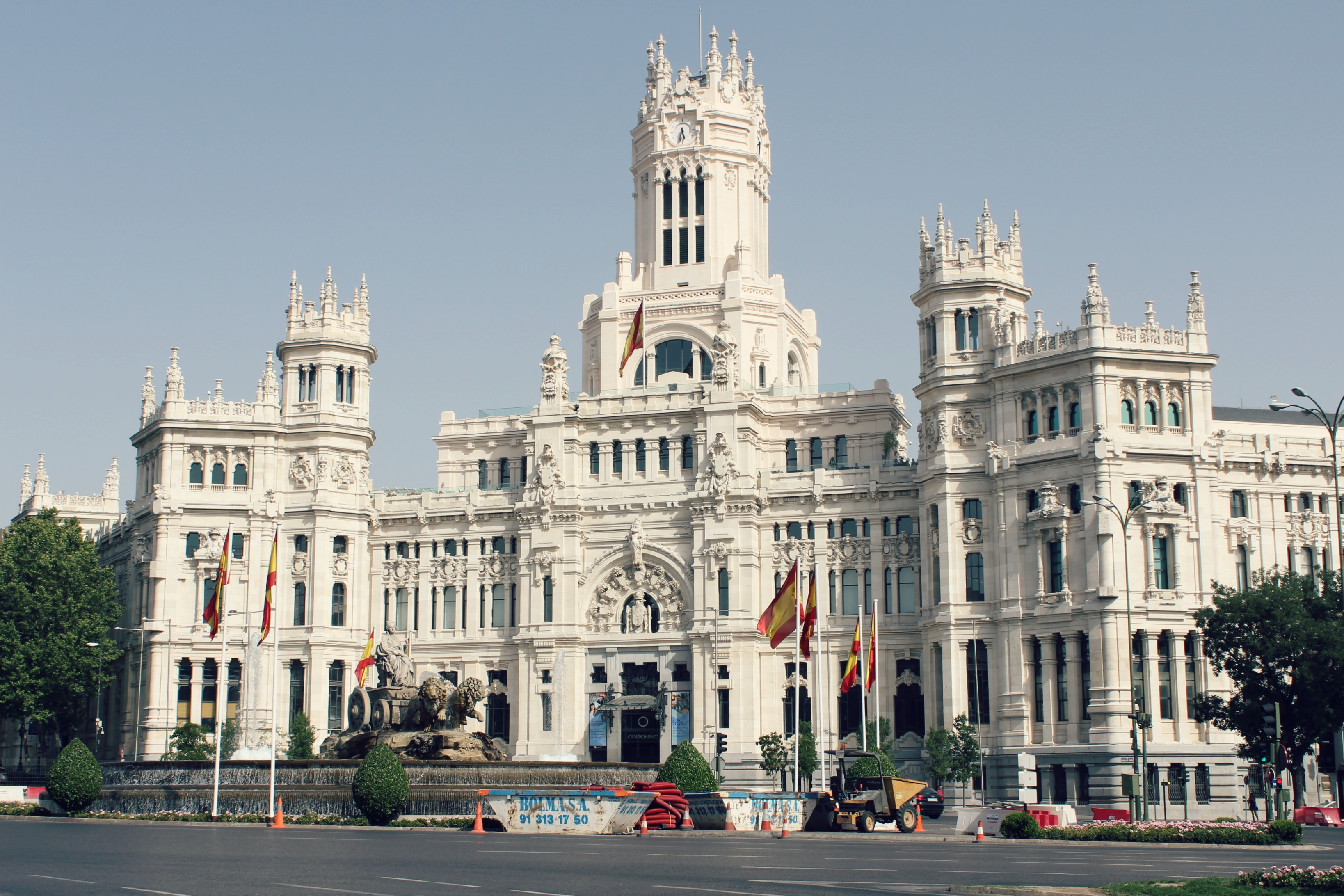
Der Palacio de Cibeles wird im Rahmen des Abschlusszeitfahrens passiert

Die dritte und letzte Woche begann mit einer weiteren Bergankunft. Als Schlussanstieg diente die Auffahrt zu den Lagos de Covadonga, die als einer der bekanntesten Anstiege der Vuelta a España gilt. Die Auffahrt erfolgte im Anschluss an den Collada Llomena (1003 m) und wies auf einer Länge von 12,5 Kilometern eine durchschnittliche Steigung von 6,9 % auf. Der Steigungsschnitt wurde jedoch durch die kurzen Abfahrten im oberen Abschnitt verzerrt. Die beiden anschließenden Etappen führten über hügeliges Terrain und endeten in Santander und Maeztu, ehe die 19. Etappe mit einer Bergankunft auf der Alto de Moncalvillo (1491 m) zu Ende ging. Die Zielauffahrt war 8,6 Kilometer lang und stieg im Schnitt mit 8,9 % an. Die letzte Bergankunft folgte tags darauf auf der Picón Blanco (1498 m), die in erster Linie durch die Burgos-Rundfahrt bekannt ist. Die 172 Kilometer lange Etappe beinhaltete sieben Bergwertungen und führte nur über wenige flache Kilometer. Als Ausgangspunkt der Schlusssteigung diente Espinosa De Los Monteros, von wo aus die Straße für 7,9 Kilometer mit 9,1 % im Schnitt ansteigt. Die 21. und letzte Etappe wurde im Rahmen eines Einzelzeitfahrens in Madrid ausgetragen. Als Startort diente der Distrito Telefónica, ehe es über 24,6 flache Kilometer ins Zentrum der spanischen Hauptstadt ging. Das Ziel befand sich unweit des Palacio de Cibeles auf der Gran Vía.

## Rennverlauf
Als erster Fahrer schlüpfte der US-Amerikaner Brandon McNulty (UAE Team Emirates) in das Rote Trikot, nachdem er das Auftaktzeitfahren gewann. Tags drauf musste er es jedoch bereits an den Belgier Wout van Aert (Team Visma-Lease a Bike) abgeben, der die Gesamtführung aufgrund von Zeitbonifikationen übernahm. Auf der 4. Etappe kam es bei der ersten Bergankunft auf der Pico Villuercas zu den ersten größeren Zeitabständen, wobei sich der Slowene Primož Roglič (Red Bull–Bora–Hansgrohe) als stärkster Fahrer präsentierte. Er übernahm das Rote Trikot, verlor es jedoch auf der 6. Etappe an den Australier Ben O’Connor (Decathlon AG2R La Mondiale Team), der die Etappe aus der Ausreißergruppe gewann und das Ziel mit einem Vorsprung von sechseinhalb Minuten vor den anderen Gesamtklassement-Fahrern erreichte. In der Gesamtwertung lag er nun knapp fünf Minuten vor Primož Roglič. Nachdem der Slowene auf der 8. Etappe fast eine Minute aufholen konnte, kam es auch auf der 9. Etappe zu größeren Zeitabständen. Adam Yates (UAE Team Emirates), Richard Carapaz (EF Education-EasyPost) und David Gaudu (Groupama-FDJ) konnten sich in der Gesamtwertung nach erfolgreichen Ausreißversuchen neu positionieren, während Ben O’Connor das Ziel an der Seite von Primož Roglič in einer zehn Fahrer umfassenden Gruppe erreichte. Als stärkster Fahrer präsentierte sich jedoch der Spanier Enric Mas (Movistar Team), der sich im Schlussanstieg absetzen konnte, ehe er auf den letzten flachen Kilometern von der Gruppe um das Rote Trikot eingeholt wurde. In der zweiten Woche konnte Primož Roglič seinen Rückstand im Gesamtklassement weiter reduzieren, wobei er den gesamtführenden Ben O’Connor auf der 11., 13. und 15. Etappe distanzierte und mit einem Rückstand von etwas mehr als einer Minute in den zweiten Ruhetag ging. Dahinter folgte Enric Mas mit einem Rückstand von zweieinhalb Minuten. Im Anstieg zu den Lagos de Covadonga (16. Etappe) konnte Ben O’Connor das Rote Trikot nur um fünf Sekunden verteidigen, ehe er es drei Tage später (19. Etappe) an Primož Roglič abgeben musste, der auf der Alto de Moncalvillo seinen dritten Etappensieg feierte. Nachdem die anspruchsvolle 20. Etappe keine großen Zeitabstände brachte, fixierte Primož Roglič im Abschlusszeitfahren von Madrid seinen vierten Vuelta-a-España-Gesamtsieg. Ben O’Connor konnte auf den letzten Etappen den Spanier Enric Mas auf Distanz halten und stand somit nach zwei vierten Plätzen erstmals als Gesamtzweiter auf einem Podium einer Grand Tour.

### Erste Woche (Etappen 1–9)
Das Auftaktzeitfahren der 1. Etappe gewann der US-Amerikaner Brandon McNulty (UAE Team Emirates) mit einem Vorsprung von zwei Sekunden vor Mathias Vacek (Lidl-Trek) und drei Sekunden vor Wout van Aert (Visma-Lease a Bike). Mit Primož Roglič (Red Bull–Bora–Hansgrohe) und João Almeida (UAE Team Emirates) schafften zwei Gesamtklassement-Fahrer den Sprung in die Top 10, wobei sie Rückstände von 17 bzw. 19 Sekunden aufwiesen. Die meisten Gesamtklassement-Fahrer verloren rund 30 Sekunden auf den Etappensieger, wobei Cian Uijtdebroeks (Visma-Lease a Bike), Carlos Rodríguez (Ineos Grenadiers) und Ben O’Connor (Decathlon AG2R La Mondiale) mehr als 45 Sekunden einbüßten. Der Vorjahressieger Sepp Kuss (Visma-Lease a Bike) belegte mit einem Rückstand von 53 Sekunden den 62. Rang. Mikel Landa (Soudal Quick-Step), Einer Rubio (Movistar) und Lorenzo Fortunato (Astana Qazaqstan) wiesen nach dem ersten Abschnitt bereits einen Rückstand von mehr als einer Minute auf.
Die 2. Etappe endete in einem Massensprint, den der Australier Kaden Groves (Alpecin-Deceuninck) vor Wout van Aert und Corbin Strong (Israel-Premier Tech) für sich entschied. Aufgrund der Zeitbonifikationen übernahm Wout van Aert die Gesamtführung von Brandon McNulty und liegt nun drei Sekunden vor dem US-Amerikaner. Auf den letzten drei Kilometern kam es zu einem Sturz, in den auch Jhonatan Narváez, Joshua Tarling (Ineos Grenadiers) und Max Poole (dsm-firmenich PostNL) involviert waren. Alle Beteiligten konnten das Rennen jedoch ohne Zeitverlust fortsetzen, während Dylan van Baarle (Visma-Lease a Bike) die Rundfahrt als erster Fahrer verließ.
Auch die 3. Etappe endete in einem Massensprint, wobei sich diesmal der gesamtführende Wout van Aert vor Kaden Groves und Jon Aberasturi (Euskaltel-Euskadi) durchsetzte. Aufgrund der Zeitbonifikationen baute Wout van Aert seine Führung im Gesamtklassement auf 13 Sekunden aus.
Auf der 4. Etappe brachte die erste Bergankunft der 79. Austragung die ersten größeren Zeitabstände. Im Schlussanstieg zur Pico Villuercas zerfiel das Fahrerfeld zunächst in mehrere Gruppen, ehe sich auf den letzten flacheren Kilometern sieben Fahrer zusammenschlossen. Im Sprint um den Etappensieg setzte sich Primož Roglič vor Lennert Van Eetvelt (Lotto Dstny) durch, da der junge Belgier die Arme beim Jubel zu früh vom Lenker nahm. Platz drei ging an João Almeida, wobei auch Enric Mas (Movistar), Felix Gall (Decathlon AG2R La Mondiale), Matthew Riccitello (Israel-Premier Tech) und Mikel Landa mit der Zeit des Siegers gewertet wurden. Auf Rang acht folgte Antonio Tiberi (Bahrain Victorious) mit 18 Sekunden Rückstand, ehe der Vorjahressieger Sepp Kuss das Ziel in einer kleinen Gruppe mit 28 Sekunden Rückstand erreichte. Noch mehr Zeit verloren Alexander Wlassow (Red Bull–Bora–Hansgrohe), Mattias Skjelmose Jensen (Lidl-Trek) und Carlos Rodríguez, wobei die drei im Gegensatz zu Ben O’Connor, Richard Carapaz (EF Education-EasyPost), Adam Yates (UAE Team Emirates) und Cian Uijtdebroeks weniger als eine Minute verloren. Zu den großen Verlierern der ersten Bergankunft zählten Thymen Arensman (Ineos Grenadiers), Eddie Dunbar (Jayco AlUla), Max Poole, Daniel Felipe Martínez (Red Bull–Bora–Hansgrohe), Giulio Ciccone und Tao Geoghegan Hart (beide Lidl-Trek), die mehrere Minuten auf den Etappensieger einbüßten. Primož Roglič übernahm das Rote Trikot von Wout van Aert, der das Ziel auf dem 149. Rang mit mehr als 16 Minuten Rückstand erreichte. Sein erster Verfolger ist nun João Almeida mit acht Sekunden Rückstand, während Enric Mas mit 32 Sekunden Rückstand auf den dritten Gesamtrang vorrückte. Der Gesamtzehnte Alexander Wlassow liegt bereits eine Minute zurück.
Die 5. Etappe entschied der Tscheche Pavel Bittner (dsm-firmenich PostNL) für sich. Der 21-Jährige setzte sich im Massensprint von Sevilla vor Wout van Aert und Kaden Groves durch.
Die 6. Etappe brachte große Veränderungen im Gesamtklassement. Im ersten Anstieg des Tages, dem Puerto del Boyar (1108 m), setzten sich 13 Fahrer vom Hauptfeld ab. In dieser waren mit Florian Lipowitz (Red Bull–Bora–Hansgrohe) und Ben O’Connor auch zwei Fahrer vertreten, die in der Vergangenheit gute Platzierungen bei Rundfahrten einfahren hatten können. Die Gruppe fuhr zunächst einen Vorsprung von rund vier Minuten heraus, womit Florian Lipowitz virtuell die Gesamtführung von seinem Teamkollegen Primož Roglič übernahm. Rund 60 Kilometer vor dem Ziel setzten sich jedoch Ben O’Connor und Gijs Leemreize (dsm-firmenich PostNL) von ihren Fluchtgefährten ab, ehe sich der Australier mit 27 zu fahrenden Kilometern von seinem letzten Begleiter löste. Im Anschluss baute er seine Führung weiter aus und gewann die Etappe mit einem Vorsprung von rund viereinhalb Minuten vor Marco Frigo (Israel-Premier Tech). Florian Lipowitz erreichte das Ziel als Dritter mit einem Rückstand von fünf Minuten und 12 Sekunden, ehe das Hauptfeld um Primož Roglič mit einem Rückstand von sechs Minuten und 31 Sekunden über den Zielstrich fuhr. Ben O’Connor übernahm somit das Rote Trikot und lag nun vier Minuten und 51 Sekunden vor Primož Roglič. Acht Sekunden dahinter folgte weiterhin João Almeida, der noch 19 Sekunden vor dem neuen Gesamtvierten Florian Lipowitz positioniert war. Adam Yates büßte nach einem Sturz rund zwei Minuten auf das Hauptfeld ein, während Matthew Riccitello als großer Verlierer des Tages fast 14 Minuten auf den Etappensieger verlor.
Nachdem er das Rote Trikot am Vortag verloren hatte, griff Primož Roglič auf der 7. Etappe im Schlussanstieg der Alto del 14% an. Der Slowene konnte sich jedoch nicht entscheidend lösen und so kam es in Córdoba zu einem Sprint aus einer 33 Fahrer umfassenden Gruppe. In diesem setzte sich Wout van Aert vor Mathias Vacek und Pau Miquel (Kern Pharma) durch. Primož Roglič sicherte sich beim Bonussprint sechs Sekunden an Zeitgutschrift und liegt nun vier Minuten und 45 Sekunden hinter dem gesamtführenden Ben O’Connor. Sepp Kuss und Richard Carapaz sicherten sich auf der Alto del 14 % die verbliebenen Zeitbonifikationen.
Die kurze Bergankunft der 8. Etappe in Cazorla gewann Primož Roglič, wobei er sich nur knapp vor Enric Mas durchsetzte. Dahinter folgte Mikel Landa mit 14 Sekunden Rückstand. Die meisten Gesamtklassement-Fahrer büßten weniger als eine Minute ein, wobei Ben O’Connor das Ziel als 17. mit einem Rückstand von 46 Sekunden erreichte. Der große Verlierer des Tages war João Almeida, der auf den letzten fünf Kilometern vier Minuten und 53 Sekunden auf den Etappensieger verlor und aus den Top 10 der Gesamtwertung fiel. Ben O’Connor verteidigte das Rote Trikot, liegt nun jedoch nur noch drei Minuten und 49 Sekunden vor Primož Roglič. Neuer Gesamtdritter ist Enric Mas mit einem Rückstand von vier Minuten und 31 Sekunden.
Die 9. Etappe, die durch die Sierra Nevada führte, brachte erneut große Zeitabstände. In der frühen Rennphase setzte sich Adam Yates gemeinsam mit zwei Teamkollegen in einer 26 Fahrer umfassenden Fluchtgruppe ab, die auf den ersten flacheren Kilometern einen Vorsprung von rund fünf Minuten herausfahren konnte. Im Anstieg des Puerto de El Purche hielt Marc Soler (UAE Team Emirates) das Tempo in der Ausreißergruppe hoch, während Richard Carapaz im Hauptfeld angriff und rasch einen kleinen Vorsprung herausfahren konnte. In der ersten Auffahrt auf die Alto de Hazallanas setzte sich Adam Yates nach der Vorarbeit seiner Mannschaftskollegen 59 Kilometer vor dem Ziel als Solist von seinen ehemaligen Begleitern ab. Der Brite verteidigte im Anschluss seinen Vorsprung auf das stark reduzierte Hauptfeld und hielt auch Richard Carapaz auf Abstand, der zwischenzeitlich bis auf eine Minute herangekommen war. In der zweiten Auffahrt kam es zu weiteren Angriffen im Hauptfeld, wobei sich Enric Mas von dem Gesamtführenden Ben O’Connor und dem Gesamtzweiten Primož Roglič absetzen konnte. Der Spanier überquerte die letzte Bergwertung des Tages mit einem Vorsprung von rund einer Minute, wobei er immer noch fünf Minuten hinter Adam Yates und drei Minuten hinter Carapaz zurücklag. Nach der anschließenden Abfahrt und einem kurzen Flachstück, das die Fahrer nach Granada führte, gewann Adam Yates die Etappe mit einem Vorsprung von einer Minute und 39 Sekunden vor Richard Carapaz. Enric Mas konnte in der Abfahrt nur knapp einen Sturz verhindern und wurde auf den letzten Kilometern von den anderen Gesamtklassement-Fahrern eingeholt. Ben O’Connor führte die Gruppe als Dritter mit einem Rückstand von drei Minuten und 45 Sekunden über den Zielstrich und sicherte sich so vier Bonussekunden. Zeitgleich mit dem Australier wurden auch Primož Roglič, Enric Mas, Mikel Landa, Florian Lipowitz, Carlos Rodríguez, Felix Gall und David Gaudu (Groupama-FDJ), sowie Pavel Sivakov und Jay Vine (beide UAE Team Emirates) gewertet. Mattias Skjelmose Jensen, Sepp Kuss und Cristián Rodríguez (Arkeá-B&B Hotels) verloren 30 weitere Sekunden, ehe die nachfolgenden Fahrer bereits Rückstände von mehr als sieben Minuten aufwiesen. Vor dem ersten Ruhetag baute Ben O’Connor seine Führung in der Gesamtwertung auf drei Minuten und 53 Sekunden aus, wobei er weiterhin vor Primož Roglič lag. Aufgrund seines frühen Angriffs rückte Richard Carapaz auf den dritten Gesamtrang vor und lag nun vier Minuten und 32 Sekunden zurück. Adam Yates verbesserte sich mit seinem Etappensieg auf den siebten Gesamtrang und wies einen Rückstand von fünfeinhalb Minuten auf. Sein Teamkollege João Almeida nahm die 9. Etappe aufgrund einer COVID-19-Erkrankung nicht mehr in Angriff und auch Antonio Tiberi, der Führende in der Nachwuchswertung, verließ die Rundfahrt frühzeitig.

### Zweite Woche (Etappen 10–15)
Nach dem ersten Ruhetag gewann Wout van Aert (Visma-Lease a Bike) die 10. Etappe aus der Ausreißergruppe, wobei er sich im Zwei-Mann-Sprint vor Quentin Pacher (Groupama-FDJ) durchsetzte. Für den Belgier war es bereits der dritte Etappensieg bei seiner ersten Vuelta a España. In der Gesamtwertung brachte der hügelige Abschnitt durch Galicien keine nennenswerten Veränderungen.
Im Finale der 11. Etappe griff Primož Roglič (Red Bull–Bora–Hansgrohe) im Schlussanstieg des Puerto Cruxeiras an. Gemeinsam mit Enric Mas (Movistar) konnte er sich von den anderen Gesamtklassement-Fahrern absetzen, wobei auch der gesamtführende Ben O’Connor (Decathlon AG2R La Mondiale) den Anschluss verlor. In der anschließenden Abfahrt und auf den letzten flachen Kilometern bildete sich eine kleine Gruppe um die beiden Angreifer, in der auch Mikel Landa (Soudal Quick-Step), Carlos Rodríguez (Ineos Grenadiers), David Gaudu (Groupama-FDJ) und Mattias Skjelmose Jensen (Lidl-Trek) vertreten waren. Gemeinsam fuhren sie einen Vorsprung von 37 Sekunden auf Ben O’Connor heraus, der das Ziel in einer größeren Gruppe mit Adam Yates (UAE Team Emirates) erreichte. Dazwischen überquerte der Gesamtdritte Richard Carapaz (EF Education-EasyPost) das Ziel, der 15 Sekunden einbüßte. Als Etappensieger ging der Ire Eddie Dunbar (Jayco AlUla) hervor, der sich rund 600 Meter vor dem Ziel von der großen Ausreißergruppe absetzen konnte. In der Gesamtwertung lag Ben O’Connor nun nur noch drei Minuten und 16 Sekunden vor Primož Roglič. Enric Mas rückte erneut auf den dritten Platz vor, wobei sein Rückstand drei Minuten und 58 Sekunden betrug.
Die Bergankunft der 12. Etappe bei der Estacion de Montaña de Manzaneda brachte keine nennenswerten Veränderungen im Gesamtklassement. Pablo Castrillo (Kern Pharma) sorgte für den ersten spanischen Etappensieg im Rahmen der 79. Austragung, nachdem er sich rund zehn Kilometer vor dem Ziel im großteils flachen Schlussanstieg von der Ausreißergruppe absetzen konnte. Schlussendlich gewann er mit einem Vorsprung von acht Sekunden vor Max Poole (dsm-firmenich PostNL).
Auf der 13. Etappe verlor Ben O’Connor im Schlussanstieg des Puerto de Ancares rund zwei Minuten auf Primož Roglič. Der Australier verteidigte jedoch das Rote Trikot, nachdem er bereits vier Kilometer vor dem Ziel distanziert wurde. Auch Enric Mas verlor wertvolle Sekunden gegenüber Primož Roglič, der nun in der Gesamtwertung als Zweiter einen Rückstand von einer Minute und 21 aufwies. Enric Mas lag nun drei Minuten und eine Sekunde zurück. Dahinter folgten nun Mikel Landa und Richard Carapaz mit weiteren zwölf bzw. 19 Sekunden Rückstand. Im Kampf um den Etappensieg setzte sich Michael Woods (Israel-Premier Tech) aus der Ausreißergruppe vor Mauro Schmid (Jayco AlUla) und Marc Soler durch. Der Kanadier setzte sich dabei rund viereinhalb Kilometer vor dem Ziel von seinen Fluchtgefährten ab.
Die gebirgige 14. Etappe endete mit einem Sprint, in dem sich Kaden Groves (Alpecin-Deceuninck) vor Wout van Aert und Corbin Strong (Israel-Premier Tech) durchsetzte. Im Gesamtklassement brachte der Abschnitt keine nennenswerten Veränderungen.
Die 15. Etappe ging mit der höchsten Bergankunft in Valgrande-Pajares auf dem Cuitu Negru zu Ende. Pablo Castrillo feierte seinen zweiten Etappensieg in vier Tagen, nachdem er sich in den steilen Rampen des Schlussanstiegs von Alexander Wlassow (Red Bull–Bora–Hansgrohe) und Pavel Sivakov (UAE Team Emirates) absetzen konnte. Dahinter belegte Enric Mas den vierten Rang, wobei er das Ziel zeitgleich mit Primož Roglič erreichte, den er kurzzeitig distanzieren hatte können. Ben O’Connor büßte im Finale 38 Sekunden ein und verteidigte so das Rote Trikot. Da Primož Roglič eine 20-Sekunden-Zeitstrafe erhielt, lag er vor dem zweiten Ruhetag eine Minute und drei Sekunden vor dem Slowenen. Auf Rang drei folgte weiterhin Enric Mas mit einem Rückstand von zwei Minuten und 23 Sekunden.

### Dritte Woche (Etappen 16–21)
Nach dem zweiten Ruhetag folgte eine weitere anspruchsvolle Bergankunft bei den Lagos de Covadonga (16. Etappe). Marc Soler (UAE Team Emirates) gewann die Etappe aus der Ausreißergruppe vor Filippo Zana (Jayco AlUla) und Max Poole (dsm-firmenich PostNL), nachdem er sich im Schlussanstieg absetzen hatte können. Dahinter konnte Ben O’Connor (Decathlon AG2R La Mondiale) seinem größten Kontrahenten ein weiteres Mal nicht folgen, nachdem Enric Mas (Movistar) und Mikel Landa (Bahrain Victorious) mehrmals angegriffen hatten. Der Australier verlor schlussendlich 58 Sekunden gegenüber Primož Roglič (Red Bull–Bora–Hansgrohe), der nun in der Gesamtwertung nur noch fünf Sekunden zurückliegt. Zeitgleich mit dem Slowenen überquerten auch Enric Mas und Richard Carapaz (EF Education-EasyPost) den Zielstrich, die nun als Gesamtdritter und Gesamtvierter eine Minute und 25 Sekunden bzw. eine Minute und 46 Sekunden zurückliegen. In der Abfahrt des Collada Llomena kam Wout van Aert (Visma-Lease a Bike) zu Sturz und musste die Rundfahrt als Führender der Punkte- und Bergwertung frühzeitig verlassen.
Die 17. Etappe endete in einem Sprint, den Kaden Groves (Alpecin-Deceuninck) vor Pavel Bittner (dsm-firmenich PostNL) und Vito Braet (Intermarché-Wanty) gewann. Obwohl sich das Hauptfeld im verregneten Finale in mehrere Gruppen teilte, wurde keiner der Gesamtklassement-Fahrer distanziert.
Auf der hügeligen 18. Etappe verlor Mikel Landa (Bahrain Victorious), Adam Yates (UAE Team Emirates) und Sepp Kuss (Visma-Lease a Bike) drei Minuten und 20 Sekunden auf die restlichen Gesamtklassement-Fahrer, wobei ersterer vom fünften auf den zehnten Gesamtrang abrutschte. Die Selektion erfolgte rund 50 Kilometer vor dem Ziel im Anstieg des Puerto de Herrera, wo die EF Education-EasyPost-Mannschaft um Richard Carapaz das Tempo forciert hatte. Der Etappensieg ging an den Spanier Urko Berrade (Kern Pharma), der sich rund sechs Kilometer vor dem Ziel von der Ausreißergruppe absetzte und den Zielstrich als Solist mit einem Vorsprung von vier Sekunden überquerte. Im Sprint dahinter belegten Mauro Schmid (Jayco AlUla) und Max Poole die weiteren Plätze.
Die Bergankunft der 19. Etappe auf der Alto de Moncalvillo, brachte schlussendlich den erwarteten Führungswechsel in der Gesamtwertung. Primož Roglič präsentierte sich im Schlussanstieg als stärkster Fahrer und gewann die Etappe mit einem Vorsprung von 46 Sekunden vor David Gaudu (Groupama-FDJ) und Mattias Skjelmose Jensen (Lidl-Trek). Zugleich übernahm der Slowene das Rote Trikot von Ben O’Connor, der den Zielstrich als Zwölfter mit einem Rückstand von einer Minute und 49 Sekunden überquerte. Enric Mas wurde Vierter und büßte 50 Sekunden ein, ehe ihm Mikel Landa, Carlos Rodríguez (Ineos Grenadiers), Eddie Dunbar (Jayco AlUla) und Sepp Kuss mit wenigen Sekunden Rückstand folgten. Richard Carapaz belegte den neunten Tagesrang mit einer Minute und drei Sekunden Rückstand. In der Gesamtwertung liegt Primož Roglič nun eine Minute und 54 Sekunden vor Ben O’Connor. Dahinter folgen Enric Mas und Richard Carapaz mit Rückständen von zwei Minuten und 20 Sekunden bzw. zwei Minuten und 54 Sekunden.
Auf der 20. Etappe, die mit der letzten Bergankunft der 79. Austragung zu Ende ging, gewann Eddie Dunbar. Der Ire setzte sich früh im Schlussanstieg der Picón Blanco von den anderen Gesamtklassement-Fahrern ab und rettete sich mit einem Vorsprung von sieben Sekunden ins Ziel. Enric Mas überquerte den Zielstrich als Zweiter, ehe Primož Roglič als Dritter mit einem Rückstand von zehn Sekunden folgte. Die weiteren Platzierungen gingen an Richard Carapaz, Urko Berrade, Ben O’Connor, David Gaudu und Mikel Landa, wobei die Fahrer nur durch wenige Sekunden getrennt waren. Mit 37 Sekunden Rückstand überquerten Florian Lipowitz und Mattias Skjelmose Jensen den Zielstrich, während Carlos Rodríguez als Verlierer des Tages fünf Minuten und 42 Sekunden einbüßte. Vor dem abschließenden Zeitfahren lag Primož Roglič im Gesamtklassement zwei Minuten und zwei Sekunden voran. Dahinter waren Ben O’Connor und Enric Mas nur durch neun Sekunden getrennt. Dem Gesamtvierten Richard Carapaz fehlten mit einem Rückstand von drei Minuten nur 49 Sekunden auf einen Podiumsplatz.
Im Abschlusszeitfahren der 21. Etappe setzte sich der Schweizer Stefan Küng (Groupama-FDJ) durch, der erstmals eine Grand-Tour-Etappe für sich entscheiden konnte. Er gewann mit einem Vorsprung von 31 Sekunden vor Primož Roglič, der seinen vierten Gesamtsieg bei der Vuelta a España fixierte. Platz drei ging an Mattia Cattaneo (Soudal Quick-Step) mit 42 Sekunden Rückstand. Im Gesamtklassement kam es am letzten Etappentag zu keinen großen Veränderungen. Ben O’Connor verteidigte als Elfter seinen zweiten Gesamtrang und wies schlussendlich einen Rückstand von zwei Minuten und 36 Sekunden gegenüber Primož Roglič auf. Enric Mas wurde mit drei Minuten und 13 Sekunden Rückstand Gesamtdritter. Mattias Skjelmose Jensen verbesserte sich auf den fünften Gesamtrang und fixierte so seinen Sieg in der Nachwuchswertung. Die Punkte- und Bergwertung war bereits zuvor rein rechnerisch entschieden worden, wobei sich in diesen Kaden Groves bzw. Jay Vine (UAE Team Emirates) durchsetzten.

## Reglement und Preisgeld
Das Rennen wurde nach dem Reglement der Union Cycliste Internationale (UCI) für Etappenrennen ausgetragen. Der Veranstalter ASO legte im Einklang hiermit ein Sonderreglement fest, aus dem sich die Höhe der Preisgelder und die Kriterien für die Vergabe der Sonderwertungen ergaben. Die Gesamtwertung und die Mannschaftswertung ergaben sich aus dem Reglement der UCI.

### Etappenkoeffizienten und Karenzzeit
Der Veranstalter wies den Etappen sechs Koeffizienten zu. Diese wirkten sich auf die Karenzzeit und die Punktewertung aus. Der Etappenkoeffizient gab Aussage über die Schwierigkeit einer Etappe, wobei der Koeffizient 1 für Etappen ohne besondere Schwierigkeit bestimmt war und der Koeffizient 5 bei schweren Bergetappen zum Einsatz kam. Zeitfahren wurde der Koeffizient 6 zugeteilt.
| Koeffizient | Beschreibung                                 | Etappen           |
| ----------- | -------------------------------------------- | ----------------- |
| 1           | Etappen ohne besondere Schwierigkeit         | 2, 5              |
| 2           | Etappen mit durchschnittlicher Schwierigkeit | 3, 7, 11, 17, 18  |
| 3           | schwere Etappen                              | 6, 8, 12          |
| 4           | spezielle Bergetappen                        | 4, 10, 14, 19     |
| 5           | schweren Bergetappen                         | 9, 13, 15, 16, 20 |
| 6           | Einzelzeitfahren                             | 1, 21             |

Auf Basis der sechs Koeffizienten, werden folgende Karenzzeiten berechnet:
- Koeffizient 1: Karenzzeit zwischen 7 % bei einer Siegergeschwindigkeit unter 34 km/h und 15 % bei einer Siegergeschwindigkeit über 48 km/h,
- Koeffizient 2: Karenzzeit zwischen 6 % bei einer Siegergeschwindigkeit unter 34 km/h und 19 % bei einer Siegergeschwindigkeit über 46 km/h,
- Koeffizient 3: Karenzzeit zwischen 6 % bei einer Siegergeschwindigkeit unter 32 km/h und 18 % bei einer Siegergeschwindigkeit über 42 km/h,
- Koeffizient 4: Karenzzeit zwischen 6 % bei einer Siegergeschwindigkeit unter 30 km/h und 18 % bei einer Siegergeschwindigkeit über 40 km/h,
- Koeffizient 5: Karenzzeit zwischen 10 % bei einer Siegergeschwindigkeit unter 30 km/h und 22 % bei einer Siegergeschwindigkeit über 40 km/h,
- Koeffizient 6: Karenzzeit von 35 % der Zeit des Siegers.

Die Jury konnte in Ausnahmefällen Fahrer im Rennen belassen, welche die Karenzzeit überschritten hatten. Diese Fahrer verloren jedoch alle in der Punkte- und Bergwertung errungenen Punkte.
Die Etappenkoeffizienten waren auch bedeutend für die Anzahl der bei Etappenankünften vergebenen Punkte in der Punktewertung.

### Gesamtwertung
Der Führende der Gesamtwertung trug das Rote Trikot (Maillot Rojo). Die Gesamtwertung ergab sich wie stets bei internationalen Etappenrennen aus der Addition der gefahrenen Zeiten. Zusätzlich gab es bei den Etappenzielen – außer den Zeitfahretappen – 10, 6 und 4 Sekunden Zeitbonifikation. Zudem wurden einmal pro Etappe Zeitbonifikationen bei Zwischensprints oder Bergwertungen vergeben. Diese brachten 6, 4 und 2 Sekunden. In den Einzelzeitfahren der 1. und 21. Etappe, wurde die Zeit auf Hundertstel genau genommen, um die Gesamtwertung bei Gleichstand entscheiden zu können.
Sollte ein Fahrer aufgrund von „nicht-physischen Gründen“ (Platten, technischer Defekt, Sturz etc.) auf den letzten drei Kilometern abgehängt worden sein, wurde ihm die Zeit der Gruppe zugeschrieben, in der er sich zuletzt befunden hatte. Die 3-Kilometer-Regel kam nur auf den Etappen 2, 3, 5 und 17 zur Anwendung.

### Punktewertung
Der Führende der Punktewertung trug das Grüne Trikot (Malliot Verde). Die Punkte für diese Wertung wurden bei Etappenzielen entsprechend der Schwierigkeit und Art der Etappe (→Koeffizient) und Zwischensprints wie folgt vergeben:
| Platzierung                                                                 | 1. | 2. | 3. | 4. | 5. | 6. | 7. | 8. | 9. | 10. | 11. | 12. | 13. | 14. | 15. |
| --------------------------------------------------------------------------- | -- | -- | -- | -- | -- | -- | -- | -- | -- | --- | --- | --- | --- | --- | --- |
| 2. und 5. Etappe (Koeffizient 1)                                            | 50 | 30 | 20 | 18 | 16 | 14 | 12 | 10 | 8  | 7   | 6   | 5   | 4   | 3   | 2   |
| 3., 6., 7., 8., 11., 12., 17., und 18. Etappe (Koeffizienten 2 und 3)       | 30 | 25 | 22 | 19 | 17 | 15 | 13 | 11 | 9  | 7   | 6   | 5   | 4   | 3   | 2   |
| 4., 9., 10., 13., 14., 15., 16., 19. und 20. Etappe (Koeffizienten 4 und 5) | 20 | 17 | 15 | 13 | 11 | 10 | 9  | 8  | 7  | 6   | 5   | 4   | 3   | 2   | 1   |
| 1. und 21. Etappe (Koeffizienten 6)                                         | 20 | 17 | 15 | 13 | 11 | 10 | 9  | 8  | 7  | 6   | 5   | 4   | 3   | 2   | 1   |
| Zwischensprints                                                             | 20 | 17 | 15 | 13 | 11 | 10 | 9  | 8  | 7  | 6   | 5   | 4   | 3   | 3   | 2   |

### Bergwertung
Der Führende der Bergwertung trug ein gepunktetes Trikot (weiß mit blauen Punkten). Die Punkte für diese Wertung wurden auf den Überfahrten der vom Veranstalter kategorisierten Anstiege wie folgt vergeben:
| Platzierung             | 1. | 2. | 3. | 4. | 5. | 6. |
| ----------------------- | -- | -- | -- | -- | -- | -- |
| Categoría especial (2×) | 15 | 10 | 6  | 4  | 2  | 1  |
| 1. Kategorie (19×)      | 10 | 6  | 4  | 2  | 1  | —  |
| 2. Kategorie (15×)      | 5  | 3  | 1  | —  | —  | —  |
| 3. Kategorie (14×)      | 3  | 2  | 1  | —  | —  | —  |
| 4. Kategorie (3×)       | 2  | 1  | —  | —  | —  | —  |

Cima Alberto Fernández
Cuitu Negru (1847 m) wurde als höchster Punkt der 79. Austragung mit der Cima Alberto Fernández versehen. Obwohl der Anstieg als Bergwertung der Categoría especial galt, wurden hier 20, 15, 10, 6, 4 und 2 Punkte vergeben. Er wurde auf der 15. Etappe befahren, wobei der erste Fahrer 1.000 € erhielt.

### Nachwuchswertung
Der Führende der Nachwuchswertung trug das Weiße Trikot (Malliot blanco). Die Nachwuchswertung war identisch zur Gesamtwertung, aber auf die seit dem 1. Januar 1999 geborenen Fahrer beschränkt.

### Mannschaftswertung
Die Führenden der Mannschaftswertung trugen eine rote Rückennummer. Die Mannschaftswertung berechnete sich aus den Zeiten der drei ersten Fahrer eines Teams auf jeder Etappe.

### Kämpferischster Fahrer
Eine Jury nominierte am Ende jeder Etappe drei Fahrer, aus denen die Zuseher den kämpferischsten Fahrer bestimmen. Der gewählte Fahrer erhielten für die nächste Etappe eine goldene Rückennummer. Ausgenommen waren die Zeitfahren und die Schlussetappe. Am Ende der Rundfahrt wählte die Jury den kämpferischsten Fahrer der Rundfahrt (Super Combative Rider).

### Preisgelder
Die Preisgelder beliefen sich auf eine Gesamtsumme von 1.119.960 Euro. Davon wurden 606.060 Euro für die Etappenwertungen, 337.285 Euro für das Gesamtklassement, 37.300 Euro für die Mannschaftswertung, 32.100 Euro für die Bergwertung, 18.000 Euro für die Punktewertung, 18.000 Euro für die Nachwuchswertung, 3.800 Euro für die Wertungen um den kämpferischsten Fahrer sowie 65.460 Euro weitere Preise verwendet.
| Platzierung            | 1.        | 2.       | 3.       | 4.       | 5.       | 6.       | 7.       | 8.       | 9.      | 10.–20. | Führung |
| ---------------------- | --------- | -------- | -------- | -------- | -------- | -------- | -------- | -------- | ------- | ------- | ------- |
| Gesamtwertung          | 150.000 € | 57.985 € | 30.000 € | 15.000 € | 12.500 € | 9.000 €  | 9.000 €  | 6.000 €  | 6.000 € | 3.800 € | 500 €   |
| Punktewertung          | 011.000 € | 05.000 € | 02.000 € | —        | —        | —        | —        | —        | —       | —       | 100 €   |
| Bergwertung            | 013.000 € | 06.600 € | 03.500 € | —        | —        | —        | —        | —        | —       | —       | 100 €   |
| Nachwuchswertung       | 011.000 € | 05.000 € | 02.000 € | —        | —        | —        | —        | —        | —       | —       | 70 €    |
| Mannschaftswertung     | 012.500 € | 07.500 € | 05.500 € | 4.300 €  | 03.200 € | 02.200 € | 01.100 € | 01.000 € | —       | —       | —       |
| Kämpferischster Fahrer | 3.000 €   | —        | —        | —        | —        | —        | —        | —        | —       | —       | —       |

| Platzierung                    | 1.       | 2.      | 3.      | 4.      | 5.      | 6.    | 7.    | 8.    | 9.    | 10.–20. | Anmerkung                          |
| ------------------------------ | -------- | ------- | ------- | ------- | ------- | ----- | ----- | ----- | ----- | ------- | ---------------------------------- |
| Etappenwertung                 | 11.000 € | 5.500 € | 2.700 € | 1.500 € | 1.100 € | 900 € | 900 € | 650 € | 650 € | 360 €   | pro Etappe                         |
| Zwischensprints                | 550 €    | 180 €   | 95 €    |         |         |       |       |       |       |         | 19 Zwischensprints                 |
| Cima Alberto Fernández         | 1.000 €  | 520 €   |         |         |         |       |       |       |       |         | 1 Wertung (Cuitu Negru)            |
| Bergwertung Categoría especial | 920 €    | 615 €   |         |         |         |       |       |       |       |         | 4 Wertungen                        |
| Bergwertung Kat. 1             | 460 €    | 310 €   |         |         |         |       |       |       |       |         | 13 Wertungen                       |
| Bergwertung Kat. 2             | 230 €    | 155 €   |         |         |         |       |       |       |       |         | 10 Wertungen                       |
| Bergwertung Kat. 3             | 115 €    | 80 €    |         |         |         |       |       |       |       |         | 21 Wertungen                       |
| Bergwertung Kat. 4             | 100 €    | 60 €    |         |         |         |       |       |       |       |         |                                    |
| Mannschaft                     | 400 €    | 200 €   | 100 €   |         |         |       |       |       |       |         | schnellste Mannschaften der Etappe |
| Kämpferischster Fahrer         | 200 €    |         |         |         |         |       |       |       |       |         | ausgenommen Zeitfahren             |

## Vergabe der UCI-Punkte
Die Vuelta a España 2024 war Teil der UCI WorldTour 2024. Während des Rennens wurden UCI-Punkte vergeben, die sich auf die Platzierung der Fahrer und Mannschaften im UCI-Ranking auswirkten. Die Punktevergabe erfolgte nach folgendem Schlüssel:
| Platzierung    | 1.   | 2.  | 3.  | 4.  | 5.  | 6.  | 7.  | 8.  | 9.  | 10. | Anmerkung                                |
| -------------- | ---- | --- | --- | --- | --- | --- | --- | --- | --- | --- | ---------------------------------------- |
| Gesamtwertung  | 1100 | 885 | 750 | 600 | 495 | 415 | 340 | 285 | 235 | 180 | gestaffelt bis zum 60. Platz (10 Punkte) |
| Punktewertung  | 20   | —   | —   | —   | —   | —   | —   | —   | —   | —   |                                          |
| Bergwertung    | 20   | —   | —   | —   | —   | —   | —   | —   | —   | —   |                                          |
| Etappenwertung | 180  | 130 | 95  | 80  | 60  | 45  | 40  | 35  | 30  | 25  | gestaffelt bis zum 15. Platz (2 Punkte)  |
| Führung        | 20   | —   | —   | —   | —   | —   | —   | —   | —   | —   | Gesamtführender nach jeder Etappe        |

## Wertungen im Verlauf
| Etappe                         | Etappensieger                  | Gesamtwertung         | Punktewertung             | Bergwertung                 | Nachwuchswertung               | Mannschaftswertung              | Kämpferischster Fahrer |
| ------------------------------ | ------------------------------ | --------------------- | ------------------------- | --------------------------- | ------------------------------ | ------------------------------- | ---------------------- |
| 1                              | Brandon McNulty (UAD)          | Brandon McNulty (UAD) | Brandon McNulty (UAD) (1) | nicht vergeben (2)          | Mathias Vacek (LTK)            | UAE Team Emirates               | nicht vergeben         |
| 2                              | Kaden Groves (ADC)             | Wout van Aert (TVL)   | Kaden Groves (ADC)        | Stefan Küng (GFC)           | Mathias Vacek (LTK)            | UAE Team Emirates               | Luis Ángel Maté (EUS)  |
| 3                              | Wout van Aert (TVL)            | Wout van Aert (TVL)   | Wout van Aert (TVL) (3)   | Luis Ángel Maté (EUS)       | Mathias Vacek (LTK)            | UAE Team Emirates               | Xabier Isasa (EUS)     |
| 4                              | Primož Roglič (RBH)            | Primož Roglič (RBH)   | Wout van Aert (TVL) (3)   | Sylvain Moniquet (LTD)      | Antonio Tiberi (BRN)           | UAE Team Emirates               | Pablo Castrillo (EKP)  |
| 5                              | Pavel Bittner (DFP)            | Primož Roglič (RBH)   | Wout van Aert (TVL) (3)   | Sylvain Moniquet (LTD)      | Antonio Tiberi (BRN)           | UAE Team Emirates               | Ibon Ruiz (EKP)        |
| 6                              | Ben O’Connor (DAT)             | Ben O’Connor (DAT)    | Wout van Aert (TVL) (3)   | Sylvain Moniquet (LTD)      | Florian Lipowitz (RBH)         | Decathlon AG2R La Mondiale Team | Ben O’Connor (DAT)     |
| 7                              | Wout van Aert (TVL)            | Ben O’Connor (DAT)    | Wout van Aert (TVL) (3)   | Sylvain Moniquet (LTD)      | Antonio Tiberi (BRN)           | Decathlon AG2R La Mondiale Team | Xabier Isasa (EUS)     |
| 8                              | Primož Roglič (RBH)            | Ben O’Connor (DAT)    | Wout van Aert (TVL) (3)   | Primož Roglič (RBH)         | Antonio Tiberi (BRN)           | Decathlon AG2R La Mondiale Team | Oier Lazkano (MOV)     |
| 9                              | Adam Yates (UAD)               | Ben O’Connor (DAT)    | Wout van Aert (TVL) (3)   | Adam Yates (UAD)            | Florian Lipowitz (RBH)         | UAE Team Emirates               | Adam Yates (UAD)       |
| 10                             | Wout van Aert (TVL)            | Ben O’Connor (DAT)    | Wout van Aert (TVL) (3)   | Adam Yates (UAD)            | Florian Lipowitz (RBH)         | UAE Team Emirates               | Wout van Aert (TVL)    |
| 11                             | Eddie Dunbar (JAY)             | Ben O’Connor (DAT)    | Wout van Aert (TVL) (3)   | Adam Yates (UAD)            | Carlos Rodríguez (IGD)         | UAE Team Emirates               | Xandro Meurisse (ADC)  |
| 12                             | Pablo Castrillo (EKP)          | Ben O’Connor (DAT)    | Wout van Aert (TVL) (3)   | Adam Yates (UAD)            | Carlos Rodríguez (IGD)         | UAE Team Emirates               | Pablo Castrillo (EKP)  |
| 13                             | Michael Woods (IPT)            | Ben O’Connor (DAT)    | Wout van Aert (TVL) (3)   | Wout van Aert (TVL) (4) (5) | Carlos Rodríguez (IGD)         | UAE Team Emirates               | Wout van Aert (TVL)    |
| 14                             | Kaden Groves (ADC)             | Ben O’Connor (DAT)    | Wout van Aert (TVL) (3)   | Wout van Aert (TVL) (4) (5) | Carlos Rodríguez (IGD)         | UAE Team Emirates               | Jhonatan Narváez (IGD) |
| 15                             | Pablo Castrillo (EKP)          | Ben O’Connor (DAT)    | Wout van Aert (TVL) (3)   | Wout van Aert (TVL) (4) (5) | Florian Lipowitz (RBH)         | UAE Team Emirates               | Jay Vine (UAD)         |
| 16                             | Marc Soler (UAD)               | Ben O’Connor (DAT)    | Kaden Groves (ADC)        | Jay Vine (UAD)              | Carlos Rodríguez (IGD)         | UAE Team Emirates               | Marc Soler (UAD)       |
| 17                             | Kaden Groves (ADC)             | Ben O’Connor (DAT)    | Kaden Groves (ADC)        | Jay Vine (UAD)              | Carlos Rodríguez (IGD)         | UAE Team Emirates               | Xabier Isasa (EUS)     |
| 18                             | Urko Berrade (EKP)             | Ben O’Connor (DAT)    | Kaden Groves (ADC)        | Marc Soler (UAD)            | Carlos Rodríguez (IGD)         | UAE Team Emirates               | Marc Soler (UAD)       |
| 19                             | Primož Roglič (RBH)            | Primož Roglič (RBH)   | Kaden Groves (ADC)        | Marc Soler (UAD)            | Mattias Skjelmose Jensen (LTK) | UAE Team Emirates               | Isaac Del Toro (UAD)   |
| 20                             | Eddie Dunbar (JAY)             | Primož Roglič (RBH)   | Kaden Groves (ADC)        | Jay Vine (UAD)              | Mattias Skjelmose Jensen (LTK) | UAE Team Emirates               | Marc Soler (UAD)       |
| 21                             | Stefan Küng (GFC)              | Primož Roglič (RBH)   | Kaden Groves (ADC)        | Jay Vine (UAD)              | Mattias Skjelmose Jensen (LTK) | UAE Team Emirates               | nicht vergeben         |
| Gesamtsieger der jew. Wertung: | Gesamtsieger der jew. Wertung: | Primož Roglič (RBH)   | Kaden Groves (ADC)        | Jay Vine (UAD)              | Mattias Skjelmose Jensen (LTK) | UAE Team Emirates               | Marc Soler (UAD)       |

## Endergebnisse
| \| Gesamtwertung \| Gesamtwertung \| Gesamtwertung \| Gesamtwertung \| Gesamtwertung \| \| Fahrer \| Fahrer \| Land \| Team \| Zeit \| \| ------------- \| ------------------ \| ---------------------- \| -------------------------- \| ----------------- \| \| 1. \| Primož Roglič \| Slowenien \| Red Bull-Bora-Hansgrohe \| 81 h 49 min 18 s \| \| 2. \| Ben O’Connor \| Australien \| Decathlon-AG2R La Mondiale \| + 2 min 36 s \| \| 3. \| Enric Mas \| Spanien \| Movistar Team \| + 3 min 13 s \| \| 4. \| Richard Carapaz \| Ecuador \| EF Education-EasyPost \| + 4 min 02 s \| \| 5. \| Mattias Skjelmose \| Dänemark \| Lidl-Trek \| + 5 min 49 s \| \| 6. \| David Gaudu \| Frankreich \| Groupama-FDJ \| + 6 min 32 s \| \| 7. \| Florian Lipowitz \| Deutschland \| Red Bull-Bora-Hansgrohe \| + 7 min 05 s \| \| 8. \| Mikel Landa \| Spanien \| Soudal Quick-Step \| + 8 min 48 s \| \| 9. \| Pavel Sivakov \| Frankreich \| UAE Team Emirates \| + 10 min 04 s \| \| 10. \| Carlos Rodríguez \| Spanien \| Ineos Grenadiers \| + 11 min 19 s \| \| 11. \| Eddie Dunbar \| Irland \| Team Jayco AlUla \| + 14 min 40 s \| \| 12. \| Adam Yates \| Vereinigtes Königreich \| UAE Team Emirates \| + 15 min 40 s \| \| 13. \| Cristian Rodríguez \| Spanien \| Arkéa-B&B Hotels \| + 18 min 38 s \| \| 14. \| Sepp Kuss \| Vereinigte Staaten \| Team Visma \\| Lease a Bike \| + 20 min 25 s \| \| 15. \| Guillaume Martin \| Frankreich \| Cofidis \| + 31 min 04 s \| \| 16. \| Lorenzo Fortunato \| Italien \| Astana Qazaqstan Team \| + 37 min 23 s \| \| 17. \| José Félix Parra \| Spanien \| Equipo Kern Pharma \| + 51 min 33 s \| \| 18. \| Alexander Wlassow \| Russland \| Red Bull-Bora-Hansgrohe \| + 55 min 05 s \| \| 19. \| Steven Kruijswijk \| Niederlande \| Team Visma \\| Lease a Bike \| + 1 h 01 min 53 s \| \| 20. \| Clément Berthet \| Frankreich \| Decathlon-AG2R La Mondiale \| + 1 h 04 min 13 s \| |                    |                        |                            |                   |
| |                    |                        |                            |                   |
| Quelle: ProCyclingStats |                    |                        |                            |                   |
| Gesamtwertung |                    |                        |                            |                   |
| Fahrer | Fahrer             | Land                   | Team                       | Zeit              |
| 1. | Primož Roglič      | Slowenien              | Red Bull-Bora-Hansgrohe    | 81 h 49 min 18 s  |
| 2. | Ben O’Connor       | Australien             | Decathlon-AG2R La Mondiale | + 2 min 36 s      |
| 3. | Enric Mas          | Spanien                | Movistar Team              | + 3 min 13 s      |
| 4. | Richard Carapaz    | Ecuador                | EF Education-EasyPost      | + 4 min 02 s      |
| 5. | Mattias Skjelmose  | Dänemark               | Lidl-Trek                  | + 5 min 49 s      |
| 6. | David Gaudu        | Frankreich             | Groupama-FDJ               | + 6 min 32 s      |
| 7. | Florian Lipowitz   | Deutschland            | Red Bull-Bora-Hansgrohe    | + 7 min 05 s      |
| 8. | Mikel Landa        | Spanien                | Soudal Quick-Step          | + 8 min 48 s      |
| 9. | Pavel Sivakov      | Frankreich             | UAE Team Emirates          | + 10 min 04 s     |
| 10. | Carlos Rodríguez   | Spanien                | Ineos Grenadiers           | + 11 min 19 s     |
| 11. | Eddie Dunbar       | Irland                 | Team Jayco AlUla           | + 14 min 40 s     |
| 12. | Adam Yates         | Vereinigtes Königreich | UAE Team Emirates          | + 15 min 40 s     |
| 13. | Cristian Rodríguez | Spanien                | Arkéa-B&B Hotels           | + 18 min 38 s     |
| 14. | Sepp Kuss          | Vereinigte Staaten     | Team Visma \| Lease a Bike | + 20 min 25 s     |
| 15. | Guillaume Martin   | Frankreich             | Cofidis                    | + 31 min 04 s     |
| 16. | Lorenzo Fortunato  | Italien                | Astana Qazaqstan Team      | + 37 min 23 s     |
| 17. | José Félix Parra   | Spanien                | Equipo Kern Pharma         | + 51 min 33 s     |
| 18. | Alexander Wlassow  | Russland               | Red Bull-Bora-Hansgrohe    | + 55 min 05 s     |
| 19. | Steven Kruijswijk  | Niederlande            | Team Visma \| Lease a Bike | + 1 h 01 min 53 s |
| 20. | Clément Berthet    | Frankreich             | Decathlon-AG2R La Mondiale | + 1 h 04 min 13 s |

| Punktewertung | Punktewertung   | Punktewertung          | Punktewertung             | Punktewertung |
| Fahrer        | Fahrer          | Land                   | Team                      | Punkte        |
| ------------- | --------------- | ---------------------- | ------------------------- | ------------- |
| 1.            | Kaden Groves    | Australien             | Alpecin-Deceuninck        | 226 P.        |
| 2.            | Primož Roglič   | Slowenien              | Red Bull-Bora-Hansgrohe   | 140 P.        |
| 3.            | Max Poole       | Vereinigtes Königreich | Team dsm-firmenich PostNL | 118 P.        |
| 4.            | Pablo Castrillo | Spanien                | Equipo Kern Pharma        | 117 P.        |
| 5.            | Mathias Vacek   | Tschechien             | Lidl-Trek                 | 110 P.        |
| 6.            | Pavel Bittner   | Tschechien             | Team dsm-firmenich PostNL | 106 P.        |
| 7.            | Enric Mas       | Spanien                | Movistar Team             | 102 P.        |
| 8.            | Mauro Schmid    | Schweiz                | Team Jayco AlUla          | 100 P.        |
| 9.            | Stefan Küng     | Schweiz                | Groupama-FDJ              | 99 P.         |
| 10.           | Marc Soler      | Spanien                | UAE Team Emirates         | 98 P.         |

| Bergwertung | Bergwertung       | Bergwertung | Bergwertung             | Bergwertung |
| Fahrer      | Fahrer            | Land        | Team                    | Punkte      |
| ----------- | ----------------- | ----------- | ----------------------- | ----------- |
| 1.          | Jay Vine          | Australien  | UAE Team Emirates       | 78 P.       |
| 2.          | Marc Soler        | Spanien     | UAE Team Emirates       | 76 P.       |
| 3.          | Pablo Castrillo   | Spanien     | Equipo Kern Pharma      | 43 P.       |
| 4.          | Primož Roglič     | Slowenien   | Red Bull-Bora-Hansgrohe | 32 P.       |
| 5.          | Marco Frigo       | Italien     | Israel-Premier Tech     | 32 P.       |
| 6.          | Enric Mas         | Spanien     | Movistar Team           | 28 P.       |
| 7.          | Filippo Zana      | Italien     | Team Jayco AlUla        | 27 P.       |
| 8.          | Pavel Sivakov     | Frankreich  | UAE Team Emirates       | 26 P.       |
| 9.          | Alexander Wlassow | Russland    | Red Bull-Bora-Hansgrohe | 25 P.       |
| 10.         | David Gaudu       | Frankreich  | Groupama-FDJ            | 24 P.       |

| Nachwuchswertung | Nachwuchswertung       | Nachwuchswertung       | Nachwuchswertung           | Nachwuchswertung  |
| Fahrer           | Fahrer                 | Land                   | Team                       | Zeit              |
| ---------------- | ---------------------- | ---------------------- | -------------------------- | ----------------- |
| 1.               | Mattias Skjelmose      | Dänemark               | Lidl-Trek                  | 81 h 55 min 07 s  |
| 2.               | Florian Lipowitz       | Deutschland            | Red Bull-Bora-Hansgrohe    | + 1 min 16 s      |
| 3.               | Carlos Rodríguez       | Spanien                | Ineos Grenadiers           | + 5 min 30 s      |
| 4.               | Matthew Riccitello     | Vereinigte Staaten     | Israel-Premier Tech        | + 1 h 40 min 48 s |
| 5.               | Max Poole              | Vereinigtes Königreich | Team dsm-firmenich PostNL  | + 1 h 50 min 46 s |
| 6.               | Isaac Del Toro         | Mexiko                 | UAE Team Emirates          | + 1 h 51 min 38 s |
| 7.               | Giovanni Aleotti       | Italien                | Red Bull-Bora-Hansgrohe    | + 1 h 54 min 14 s |
| 8.               | Junior Lecerf          | Belgien                | Soudal Quick-Step          | + 2 h 09 min 35 s |
| 9.               | Valentin Paret-Peintre | Frankreich             | Decathlon-AG2R La Mondiale | + 2 h 12 min 06 s |
| 10.              | Gianmarco Garofoli     | Italien                | Astana Qazaqstan Team      | + 2 h 16 min 36 s |

| Mannschaftswertung | Mannschaftswertung         | Mannschaftswertung           | Mannschaftswertung |
| Team               | Team                       | Land                         | Zeit               |
| ------------------ | -------------------------- | ---------------------------- | ------------------ |
| 1.                 | UAE Team Emirates          | Vereinigte Arabische Emirate | 245 h 12 min 58 s  |
| 2.                 | Red Bull-Bora-Hansgrohe    | Deutschland                  | + 33 min 53 s      |
| 3.                 | Decathlon-AG2R La Mondiale | Frankreich                   | + 1 h 23 min 09 s  |
| 4.                 | Team Visma \| Lease a Bike | Niederlande                  | + 1 h 53 min 33 s  |
| 5.                 | Groupama-FDJ               | Frankreich                   | + 2 h 16 min 51 s  |
| 6.                 | Soudal Quick-Step          | Belgien                      | + 2 h 28 min 28 s  |
| 7.                 | Movistar Team              | Spanien                      | + 2 h 47 min 49 s  |
| 8.                 | Lidl-Trek                  | Vereinigte Staaten           | + 2 h 47 min 58 s  |
| 9.                 | Equipo Kern Pharma         | Spanien                      | + 2 h 55 min 08 s  |
| 10.                | Ineos Grenadiers           | Vereinigtes Königreich       | + 3 h 18 min 42 s  |